# Marie-Christine Ostermann

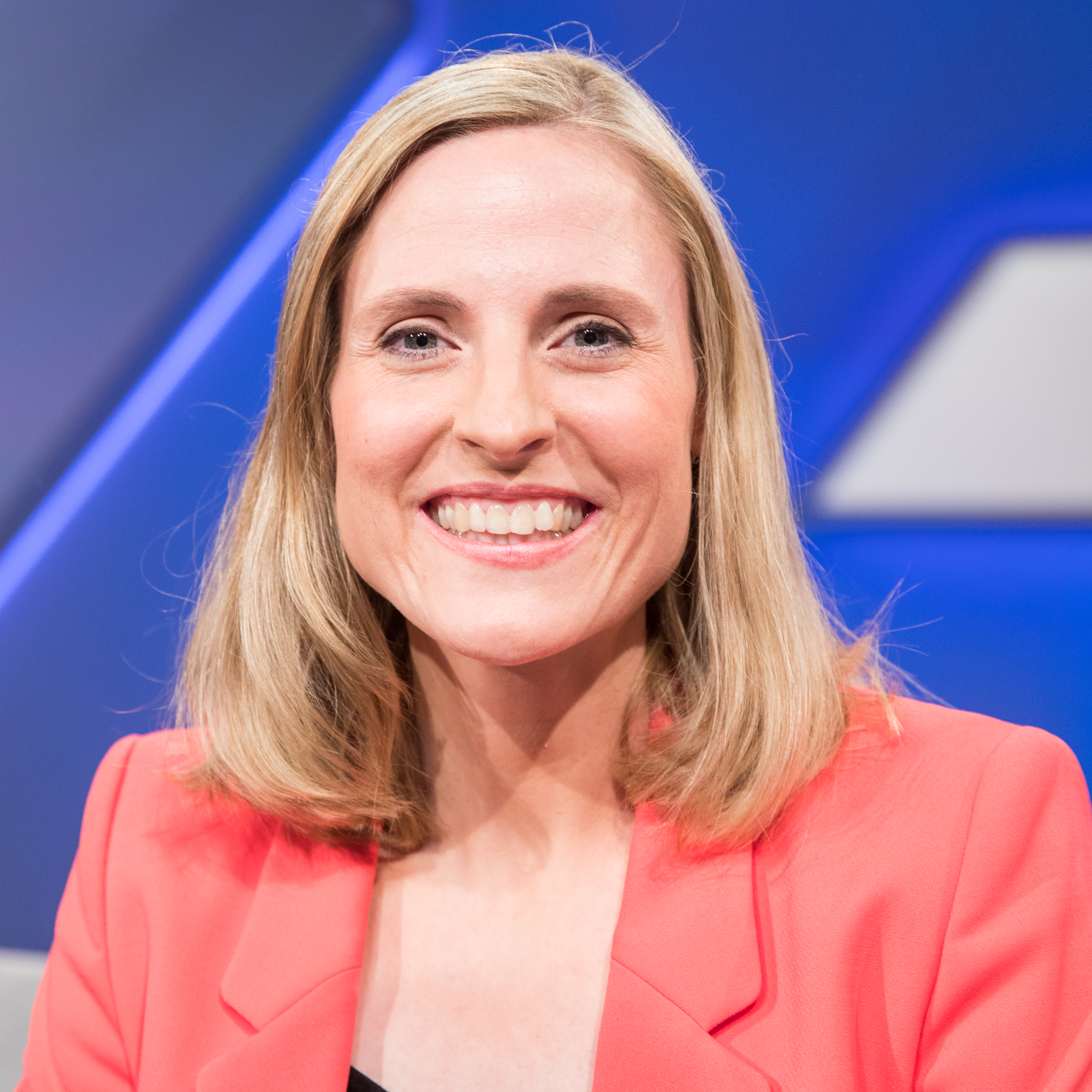
Marie-Christine Ostermann, 2019

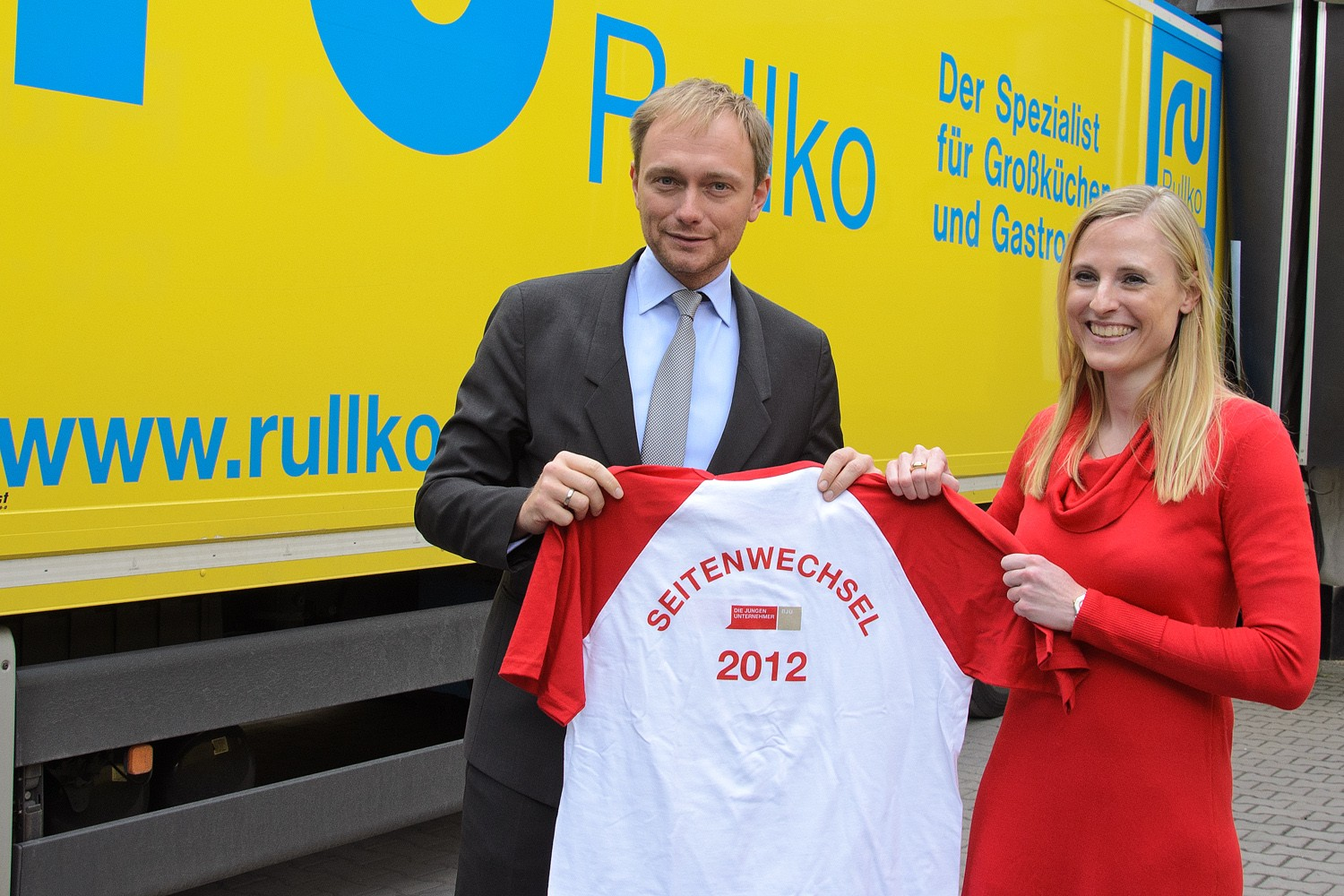
Marie-Christine Ostermann mit Christian Lindner, 2012

Marie-Christine Ostermann (* 7. Januar 1978 in Hamm) ist eine deutsche Lobbyistin und Unternehmerin. Ostermann steht der FDP nahe. Seit 2023 ist sie Präsidentin des Lobbyverbandes Die Familienunternehmer.

## Leben
Nach einer Ausbildung zur Bankkauffrau absolvierte Ostermann ein Studium der Betriebswirtschaftslehre an der Universität St. Gallen, das sie als Diplomkauffrau abschloss.  Anschließend war sie bei dem Einzelhändler Aldi Süd als Bereichsleiterin tätig. Im Jahr 2006 stieg sie als geschäftsführende Gesellschafterin bei dem von ihrem Urgroßvater 1923 gegründeten Lebensmittelgroßhandel Rullko Großeinkauf GmbH & Co. KG ein und leitet seitdem das Familienunternehmen, bis 2017 gemeinsam mit ihrem Vater. Rullko beliefert Großküchen insbesondere in Krankenhäusern und Altenheimen, beschäftigte 2022 rund 200 Mitarbeiter und hatte 2022 einen Jahresumsatz von ca. 80,8 Millionen Euro.
Von 2010 bis 2013 gehörte sie dem Mittelstandsbeirat des Bundeswirtschaftsministeriums an. Außerdem ist sie Aufsichtsratsmitglied der Optikerkette Fielmann AG. Sie ist als Lobbyistin häufig Gast in Fernseh-Talkshows und Interviewpartnerin für Fernsehen und Zeitungen, beispielsweise in den Sendungen: Das „Duell“ bei n-tv, Maybrit Illner, Morgenmagazin, ZDF nachtstudio, Forum Wirtschaft (Phoenix), Menschen bei Maischberger, Tacheles und Unter den Linden. Sie ist eine Gegnerin der Frauenquote.
Im Mai 2012 untermauerte Ostermann ihre kritische Haltung zu den Euro-Rettungsschirmen mit der Gründung der „Allianz gegen den ESM“. Mit zehn Bundestagsabgeordneten von CDU und FDP ist sie der Auffassung, dass der Euro nur mit Gläubigerbeteiligung sowie Schuldenselbstverantwortung eine Zukunft hat.
Ostermann war von 2009 bis 2012 Bundesvorsitzende des Verbandes Die jungen Unternehmer – BJU. Der Satzung der Jungen Unternehmer folgend ließ Ostermann sich 2012 nicht erneut zur Wahl der Bundesvorsitzenden aufstellen, nachdem sie 2010 und 2011 jeweils wiedergewählt worden war. Zu ihrer Nachfolgerin wurde die Bremer Unternehmerin Lencke Wischhusen gewählt.
Von 2012 bis 2016 war Ostermann Mitglied des Aufsichtsrats von Kaiser's Tengelmann. Von 2013 bis 2018 war sie Mitglied des Präsidiums des BGA. Seit 2015 ist sie Gesellschafterin von Startup Teens, einer gemeinnützigen Online-Plattform, die sie mitbegründet hat.
Ostermann ist seit 2013 Mitglied der FDP und war von April 2014 bis Mai 2015 Landesschatzmeisterin der FDP Nordrhein-Westfalen. 2014 war Ostermann treibende Kraft hinter dem Netzwerk Liberale Agenda 2025 (heute Wirtschaftsforum der FDP) mit welchem einzelne Unternehmen die FDP unterstützen. Unternehmer werben für die Partei auf Veranstaltungen, sollen Spender akquirieren und verankern Inhalte in der FDP. Ostermann sprach zu diesem Zweck gezielt Unternehmer an.
Ostermann war Mitglied im Kuratorium der Friedrich A. von Hayek-Gesellschaft.
Seit April 2023 ist Ostermann Präsidentin des Verbands Die Familienunternehmer. Sie ist der erste weibliche Präsident in der 74-jährigen Geschichte der Lobbyorganisation. Seit ihrer Wahl zur Präsidentin des Verbands Die Familienunternehmer im April 2023 ruht ihre Mitgliedschaft bei der FDP.
Ostermann sitzt im Beirat der Denkfabrik Republik21.

## Publikationen
- Zukunftsrepublik : 80 Vorausdenker*innen springen in das Jahr 2030 (Mithrsg.). Campus Verlag, Frankfurt 2021, ISBN 978-3-593-51386-7.
- Textbeitrag: Generation Verantwortung : Wenn Eigentum verpflichtet. Herder, München 2021, ISBN 978-3-451-82269-8.